# أولاد جابر (معتركة)
أولاد جابر هي إحدى مشيخات المملكة المغربية، تتبع جغرافيا لإقليم فكيك وإداريًا لمعتركة. يقدر عدد سكانها بـ 1489 نسمة حسب الإحصاء الرسمي للسكان والسكنى لسنة 2004.